# Championnats panaméricains d'escrime 2013
Navigation
Édition précédente Édition suivante
Les 8es championnats panaméricains d'escrime se déroulent à Carthagène des Indes en Colombie du 16 au 21 juin 2013.

## Médaillés
| Épreuves                               | Or                                                                                      | Argent                                                                           | Bronze                                                                                                |
| -------------------------------------- | --------------------------------------------------------------------------------------- | -------------------------------------------------------------------------------- | --- |
| Épée                                   |                                                                                         |                                                                                  | |
| Hommes individuel résultats détaillés  | Silvio Fernández                                                                        | Hugues Boisvert-Simard                                                           | Ringo Quintero Alvarez Rubén Limardo                                                                  |
| Hommes par équipes résultats détaillés | Venezuela- Silvio Fernández - Francisco Limardo - Rubén Limardo - Kelvin Caña           | États-Unis- Jason Pryor - Soren Thompson - Adam Watson - Alexander Tsinis        | Cuba- Yunior Reytor Venet - Ringo Quintero Alvarez - Fidel Ferret Ferrer                              |
| Femmes individuel résultats détaillés  | Courtney Hurley                                                                         | Katharine Holmes                                                                 | Cleia Guilhon Kelley Hurley                                                                           |
| Femmes par équipes résultats détaillés | États-Unis- Katharine Holmes - Courtney Hurley - Kelley Hurley - Maya Lawrence          | Brésil- Rayssa Costa - Bianca Dantas - Cleia Guilhon - Amanda Simeão             | Argentine- Isabel Di Tella - Stefania Andrea Eppens - Andrea Cristina Chiuchich - Elida Sandra Aguero |
| Fleuret                                |                                                                                         |                                                                                  | |
| Hommes individuel résultats détaillés  | Gerek Meinhardt                                                                         | Race Imboden                                                                     | Miles Chamley-Watson Maximilien Van Haaster                                                           |
| Hommes par équipes résultats détaillés | États-Unis- Race Imboden - Gerek Meinhardt - Alexander Massialas - Miles Chamley-Watson | Brésil- Heitor Shimbo - Guilherme Toldo - Fernando Scavasin - Joao Antonio Souza | Canada- Anthony Prymack - Rory Chisholm - Étienne Lalonde Turbide - Maximilien Van Haaster            |
| Femmes individuel résultats détaillés  | Lee Kiefer                                                                              | Nzingha Prescod                                                                  | Alanna Goldie Margaret Lu                                                                             |
| Femmes par équipes résultats détaillés | États-Unis- Lee Kiefer - Margaret Lu - Nicole Ross - Nzingha Prescod                    | Canada- Alanna Goldie - Eleanor Harvey - Shannon Comerford                       | Venezuela- Isis Gimenez - Liz Rivero - Yulitza Suarez - Geiglys Mendoza                               |
| Sabre                                  |                                                                                         |                                                                                  | |
| Hommes individuel résultats détaillés  | Renzo Agresta                                                                           | Aleksander Ochocki                                                               | Philippe Beaudry Daryl Homer                                                                          |
| Hommes par équipes résultats détaillés | États-Unis- Benjamin Igoe - Jeff Spear - Eli Dershwitz - Aleksander Ochocki             | Canada- Philippe Beaudry - Shaul Gordon - Mark Peros - Joseph Polossifakis       | Venezuela- Jesus Carvajal - Luis Leal - Abraham Rodriguez - Hernán Jansen                             |
| Femmes individuel résultats détaillés  | Mariel Zagunis                                                                          | Anne-Elizabeth Stone                                                             | Alejandra Benítez Dagmara Wozniak                                                                     |
| Femmes par équipes résultats détaillés | États-Unis- Ibtihaj Muhammad - Anne-Elizabeth Stone - Dagmara Wozniak - Mariel Zagunis  | Mexique- Ursula Gonzalez Garate - Vanessa Infante - Julieta Toledo               | Canada- Gabriella Page - Marissa Ponich - Sandra Sassine - Heather Shacker                            |

## Tableau des médailles
| Rang  | Nation     | Or | Argent | Bronze | Total |
| ----- | ---------- | -- | ------ | ------ | ----- |
| 1     | États-Unis | 9  | 6      | 5      | 20    |
| 2     | Venezuela  | 2  | 0      | 4      | 6     |
| 3     | Brésil     | 1  | 2      | 1      | 4     |
| 4     | Canada     | 0  | 3      | 5      | 8     |
| 5     | Mexique    | 0  | 1      | 0      | 1     |
| 6     | Cuba       | 0  | 0      | 2      | 2     |
| 7     | Argentine  | 0  | 0      | 1      | 1     |
| Total | Total      | 12 | 12     | 18     | 42    |